# Francis Ledwidge

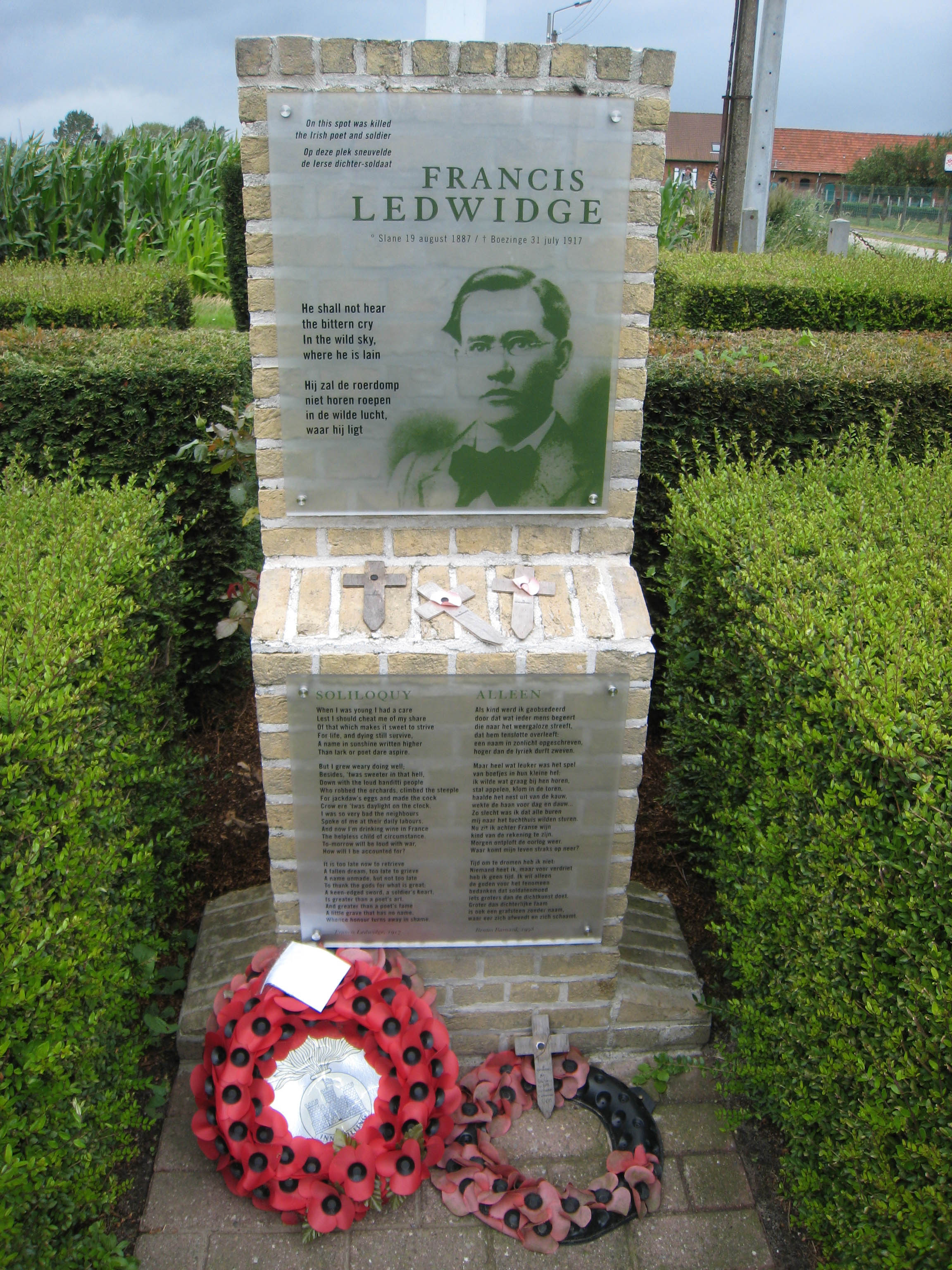
Monument Ledwidge.

Francis Ledwidge (Slane, 19 augustus 1887 - Boezinge, 31 juli 1917) was een Iers nationalist en Engelstalig dichter. Als autodidact had hij het, in zijn dichtkunst, over de natuur en het Ierse landschap.
Ledwidge werd geboren in een arm gezin en werkte als boerenknecht, mijnwerker en als stratenmaker. Alhoewel aangetrokken tot het Ierse zelfbewustzijn verkoos hij toch om dienst te nemen in het Engelse leger. Hij werd eerst uitgestuurd naar Turkije om daar uitgeput in de hospitalen van Saloniki en Caïro te belanden. Nadien kwam zijn eerste bundel Songs of the Fields uit.

## Boezinge
Eind 1916 werd Ledwidge naar het Vlaamse front gestuurd om er te werken als stratenmaker. De eerste dag van De Slag om Passendale kwam hij bij een beschieting in Boezinge op 31 juli 1917 om het leven.
Op de plaats van zijn overlijden kwam er in 1998 een monument. Onderaan staat het gedicht van hem, Soliloquy, dat hij kort voor zijn dood schreef. Daarbij staat de vertaling Alleen door Benno Barnard.
Nu ligt Ledwidge begraven op het zeer nabije Artillery Wood Cemetery in Boezinge.